# Distretto di Yumbe
Il distretto di Yumbe è un distretto dell'Uganda, situato nella Regione settentrionale.